# Antero Kivi
Antero Kivi (Finlandia, 15 de abril de 1904-29 de junio de 1981) fue un atleta finlandés, especialista en la prueba de lanzamiento de disco en la que llegó a ser subcampeón olímpico en 1928.

## Carrera deportiva
En los JJ. OO. de Ámsterdam 1928 ganó la medalla de plata en el lanzamiento de disco, llegando hasta los 47.23 metros, tras el estadounidense Clarence Houser que con 47.32 metros batió el récord del mundo, y por delante del también estadounidense James Corson (bronce con 47.10 metros).